# Malik Williams

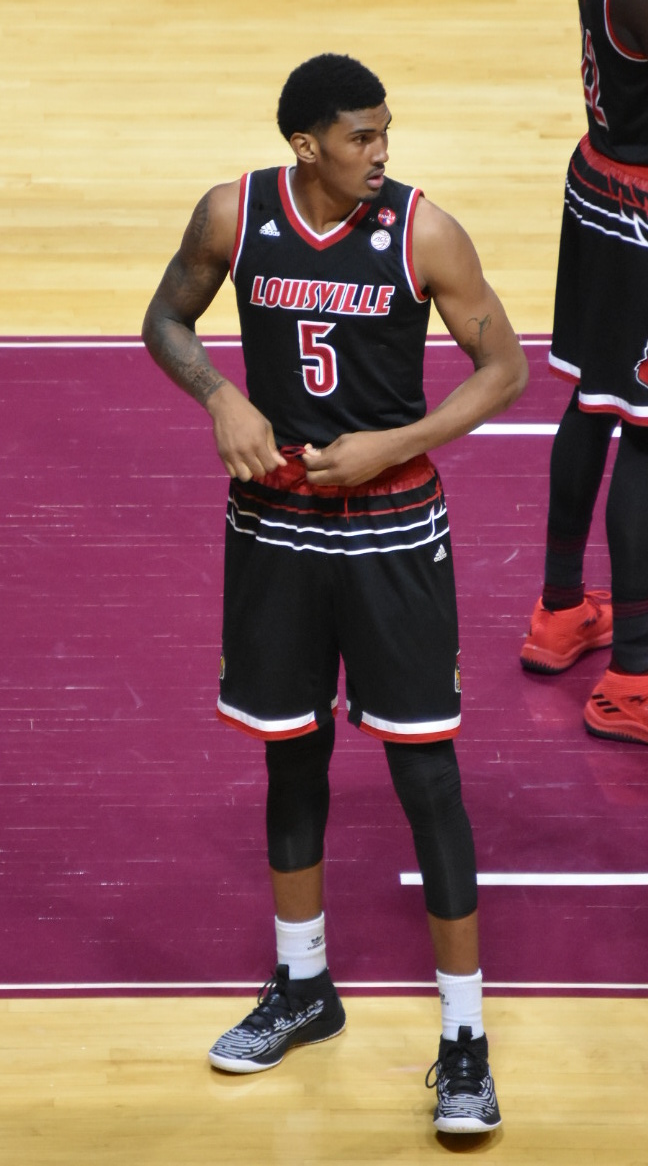
Malik Williams, 2018.

Malik Williams, född 26 augusti 1998 i Fort Wayne i Indiana, är en amerikansk professionell basketspelare (PF/C) som spelar för Miami Heat i National Basketball Association (NBA). Han har tidigare spelat för Toronto Raptors.
Williams blev aldrig NBA-draftad.
Innan han blev proffs studerade Williams vid University of Louisville och spelade för deras idrottsförening Louisville Cardinals.